# Inge Vervotte
Inge Marie Roger Ghislaine Vervotte (Bonheiden, 27 dicembre 1977) è una politica belga, membro dei Cristiano-Democratici e Fiamminghi.
Ministro fiammingo del benessere sociale, della sanità pubblica e della famiglia durante il governo di Yves Leterme, e ministro federale della funzione pubblica e delle imprese pubbliche dal 21 dicembre 2007 al 29 dicembre 2008 nei governi Verhofstadt III e Leterme I e dal 25 novembre 2009 al 6 dicembre 2011 nel Governo Leterme II

## Biografia

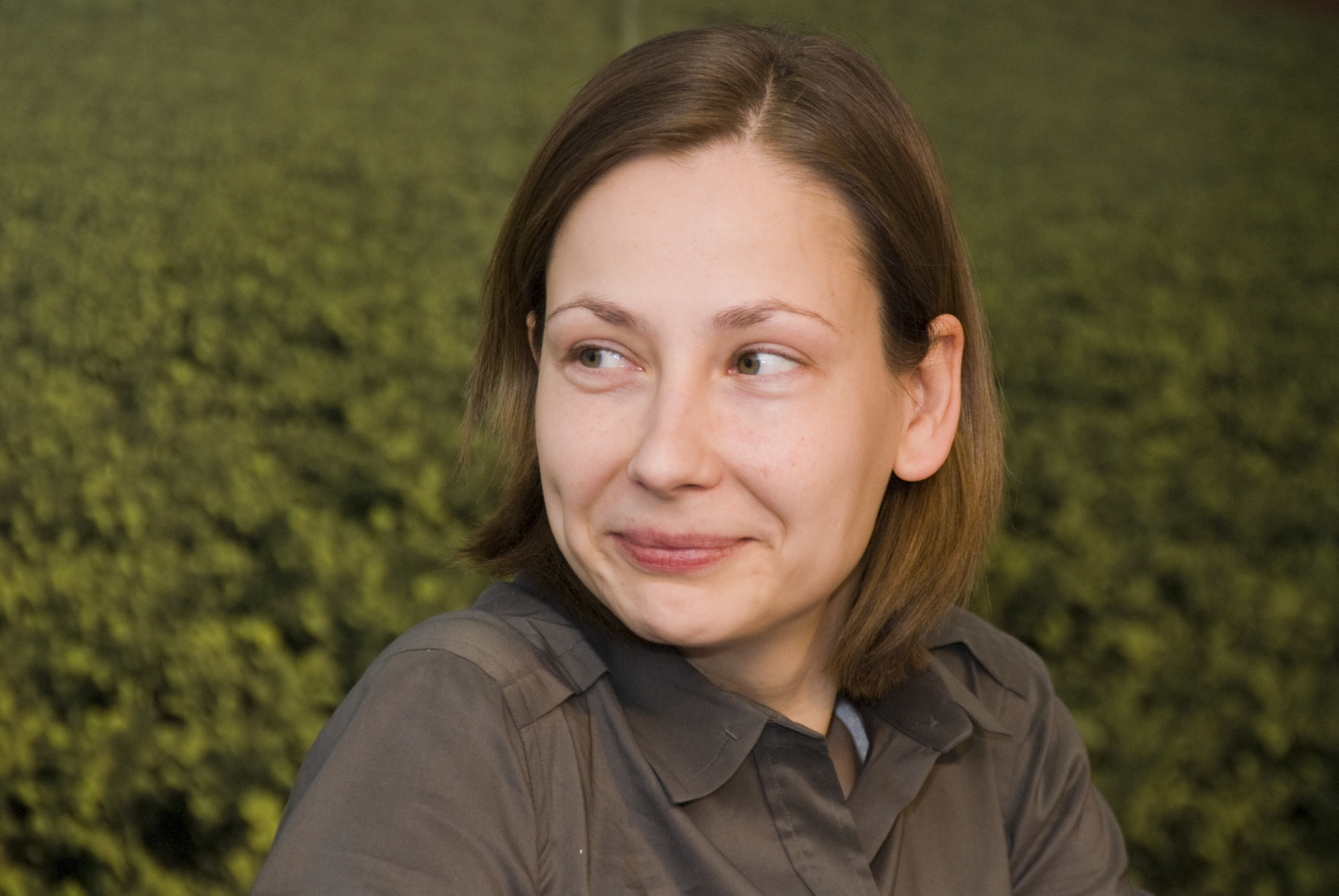
Inge Vervotte nel 2008

Nel 1998, si è laureata alla Katholieke Sociale Hogeschool a Heverlee, come assistente sociale. Professionalmente è stata associata alla Confederazione dei sindacati cristiani - ACV (Algemeen Christelijk Vakverbond).
Membro dei Cristiano-Democratici e Fiamminghi. Nel 2003, è stata eletta alla Camera dei rappresentanti e nel 2004 al Parlamento fiammingo. Nello stesso anno, il nuovo ministro presidente delle Fiandre, Yves Leterme, le affida la posizione di ministro regionale per l'assistenza sociale, la salute pubblica e la famiglia. Nel 2007 è stata nuovamente eletta alla Camera dei rappresentanti.
Dal dicembre 2007 al dicembre 2008 ha ricoperto l'incarico di ministro della funzione pubblica e delle imprese pubbliche nei governi Verhofstadt III e Leterme I. È ritornata agli stessi incarichi nel novembre 2009, quando quest'ultimo e nuovamente divenuto primo ministro federale. Nel 2010 ha ricoperto ancora una volta il mandato di deputato alla Camera dei rappresentanti. Nel dicembre 2011, ha concluso il suo incarico ministeriale.